# Benjamin Altman
Benjamin Altman (New York, 1840 – 1913) è stato un imprenditore, collezionista d'arte e mecenate statunitense.
Di origini ebree, fu uno dei pionieri della previdenza sociale e fondatore della Altman Foundation.
Fu instancabile collezionista d'arte (Madonna Altman) e mecenate. Morendo donò la collezione al Metropolitan Museum of Art.

## Collezione Altman al Metropolitan Museum of Art
| Immagine | Titolo                                           | Artista                         | Dati  | Numero d'inventario | url MET |
| -------- | ------------------------------------------------ | ------------------------------- | ----- | ------------------- | ------- |
|          | Man with a Steel Gorget                          | anonymous                       | 1648  | 14.40.601           | MET     |
|          | Yonker Ramp and his sweetheart                   | Frans Hals                      | 1623  | 14.40.602           | MET     |
|          | Old Woman in an Armchair                         | Jacob Adriaensz Backer          | 1640  | 14.40.603           | MET     |
|          | The Fingernail Test                              | Frans Hals Judith Leyster       | 1626  | 14.40.604           | MET     |
|          | Shrovetide Revellers                             | Frans Hals                      | 1616  | 14.40.605           | MET     |
|          | Saint Justina of Padua                           | Bartolomeo Montagna             |       | 14.40.606           | MET     |
|          | Self-Portrait                                    | Gerrit Dou                      | 1665  | 14.40.607           | MET     |
|          | Rembrandt's Son Titus                            | anonymous Rembrandt             | 1680s | 14.40.608           | MET     |
|          | Old Woman Cutting Her Nails                      | anonymous Rembrandt             | 1650s | 14.40.609           | MET     |
|          | Pilate Washing His Hands                         | anonymous Rembrandt             | 1660s | 14.40.610           | MET     |
|          | A Girl Asleep                                    | Johannes Vermeer                | 1657  | 14.40.611           | MET     |
|          | Young Woman Peeling Apples                       | Nicolaes Maes                   | 1655  | 14.40.612           | MET     |
|          | Interior with a Young Couple                     | Pieter de Hooch                 | 1662  | 14.40.613           | MET     |
|          | Entrance to a Village                            | Meindert Hobbema                | 1690s | 14.40.614           | MET     |
|          | Portrait of a Woman, Called the Marchesa Durazzo | Anthony van Dyck                |       | 14.40.615           | MET     |
|          | Young Herdsmen with Cows                         | Aelbert Cuyp                    |       | 14.40.616           | MET     |
|          | A Woman Playing the Theorbo-Lute and a Cavalier  | Gerard ter Borch                |       | 14.40.617           | MET     |
|          | Self portrait                                    | Rembrandt                       | 1660  | 14.40.618           | MET     |
|          | Lucas van Uffel (died 1637)                      | Anthony van Dyck                | 1624s | 14.40.619           | MET     |
|          | Portrait of a man with gloves in hand            | Rembrandt                       | 1648  | 14.40.620           | MET     |
|          | Man with a Magnifying Glass                      | Rembrandt                       | 1660s | 14.40.621           | MET     |
|          | Woman with a Pink                                | Rembrandt                       | 1660s | 14.40.622           | MET     |
|          | Wheat Fields                                     | Jacob van Ruisdael              | 1670  | 14.40.623           | MET     |
|          | Portrait of a Man ("The Auctioneer")             | anonymous Rembrandt             | 1658  | 14.40.624           | MET     |
|          | Portrait of a Woman                              | Rembrandt                       | 1633  | 14.40.625           | MET     |
|          | Portrait of Maria Portinari                      | Hans Memling                    | 1470  | 14.40.626–27        | MET     |
|          | The Crucifixion                                  | Fra Angelico                    |       | 14.40.628           | MET     |
|          | Young Woman with a Pearl Necklace                | anonymous                       | 1654  | 14.40.629           | MET     |
|          | Ulrich Fugger (1490–1525)                        | Hans Maler                      | 1525  | 14.40.630           | MET     |
|          | The Supper at Emmaus                             | Diego Velázquez                 |       | 14.40.631           | MET     |
|          | Virgin and Child with Angels                     | Bernard van Orley               |       | 14.40.632           | MET     |
|          | Virgin and Child with Saint Anne                 | Albrecht Dürer                  | 1519  | 14.40.633           | MET     |
|          | Mystic Marriage of St. Catherine                 | Hans Memling                    | 1479  | 14.40.634           | MET     |
|          | Madonna and Child with Angels                    | anonymous                       | 1500s | 14.40.635           | MET     |
|          | Christ Taking Leave of His Mother                | Gerard David                    |       | 14.40.636           | MET     |
|          | Lady Lee (Margaret Wyatt, born about 1509)       | anonymous                       | 1540s | 14.40.637           | MET     |
|          | Federigo Gonzaga (1500–1540)                     | Francesco Francia               | 1510  | 14.40.638           | MET     |
|          | Philip IV (1605–1665), King of Spain             | Diego Velázquez                 |       | 14.40.639           | MET     |
|          | Portrait of a Man                                | Tiziano                         | 1512  | 14.40.640           | MET     |
|          | Madonna and Child with Saint Joseph and an Angel | Raffaellino del Garbo           |       | 14.40.641           | MET     |
|          | comunione di san Girolamo                        | Sandro Botticelli               | 1495  | 14.40.642           | MET     |
|          | Madonna Altman                                   | Andrea Mantegna                 | 1495  | 14.40.643           | MET     |
|          | Portrait of a Man                                | Dieric Bouts                    | 1470  | 14.40.644           | MET     |
|          | Portrait of a Young Man                          | Antonello da Messina            |       | 14.40.645           | MET     |
|          | Lady Rich (Elizabeth Jenks, died 1558)           | anonymous                       | 1540  | 14.40.646           | MET     |
|          | Madonna and Child                                | anonymous Andrea del Verrocchio | 1470  | 14.40.647           | MET     |
|          | Portrait of an old man                           | Hans Memling                    | 1475  | 14.40.648           | MET     |
|          | Portrait of a Young Man                          | Cosimo Tura                     |       | 14.40.649           | MET     |
|          | Portrait of Cardinal Filippo Archinto            | Tiziano                         |       | 14.40.650           | MET     |
|          | Bathsheba at her Toilette                        | Rembrandt                       | 1643  | 14.40.651           | MET     |
|          | Changing Pasture                                 | Anton Mauve                     |       | 14.40.810           | MET     |
|          | The Ferryman                                     | Jean-Baptiste Camille Corot     | 1865s | 14.40.811           | MET     |
|          | Twilight                                         | Anton Mauve                     |       | 14.40.812           | MET     |
|          | A Pond in Picardy                                | Jean-Baptiste Camille Corot     |       | 14.40.813           | MET     |
|          | A Path among the Rocks                           | Théodore Rousseau               |       | 14.40.814           | MET     |
|          | The Banks of the Oise                            | Charles-François Daubigny       | 1863  | 14.40.815           | MET     |
|          | The Return to the Fold                           | Anton Mauve                     |       | 14.40.816           | MET     |
|          | A Lane through the Trees                         | Jean-Baptiste Camille Corot     |       | 14.40.817           | MET     |
|          | A River Landscape with Storks                    | Charles-François Daubigny       | 1864  | 14.40.818           | MET     |
|          | The Edge of the Woods                            | Narcisse Diaz                   | 1872  | 14.40.819           | MET     |